# Lijst van voetbalinterlands Albanië - Ierland (vrouwen)
Deze lijst van voetbalinterlands is een overzicht van alle officiële voetbalwedstrijden tussen de nationale vrouwenteams van Albanië en Ierland. De landen hebben tot nu toe twee keer tegen elkaar gespeeld.

## Wedstrijden
| № | Plaats   | Datum           | Competitie                          | Wedstrijd         | Uitslag |
| - | -------- | --------------- | ----------------------------------- | ----------------- | ------- |
| 1 | Tallaght | 27 oktober 2023 | UEFA Women's Nations League 2023/24 | Ierland − Albanië | 5 − 1   |
| 2 | Shkodër  | 31 oktober 2023 | UEFA Women's Nations League 2023/24 | Albanië − Ierland | 0 − 1   |

## Samenvatting
| Competitie                  | Totaal gespeeld | Winst Albanië | Gelijk | Winst Ierland | Doelsaldo Albanië – Ierland |
| --------------------------- | --------------- | ------------- | ------ | ------------- | --------------------------- |
| UEFA Women's Nations League | 2               | 0             | 0      | 2             | 1 − 6                       |
| Totaal                      | 2               | 0             | 0      | 2             | 1 − 6                       |